# Lyudmila Samotyosova
Lioudmila Ivanovna Samotiossova (en russe : Людмила Ивановна Самотёсова, transcription anglaise : Lyudmila Samotyosova), née le 26 octobre 1939, est une ancienne athlète qui courait principalement sur 100 m. 
Elle a remporté le bronze pour l'Union soviétique avec ses compatriotes Ludmila Maslakova, Galina Bukharina et Vera Popkova du relais 4 × 100 m aux Jeux olympiques d'été de 1968.

## Palmarès

### Jeux olympiques
- Jeux olympiques d'été de 1968 à Mexico ( Mexique)
  -  Médaille de bronze en relais 4 × 100 m

### Championnats d'Europe d'athlétisme
- Championnats d'Europe d'athlétisme de 1966 à Budapest ( Hongrie)
  - 4e sur 400 m
  -  Médaille de bronze en relais 4 × 100 m

### Championnats d'Europe d'athlétisme en salle
- Jeux européens d'athlétisme en salle de 1967 à Prague ( Tchécoslovaquie)
  - non-partant en finale sur 400 m
- Jeux européens d'athlétisme en salle de 1968 à Madrid ( Espagne)
  - disqualifiée en relais 4 × 1 tour